# 王順坪
王平（1962年2月3日—）本名王順坪，出生於高雄縣，臺灣漫畫家，國立台灣藝術大學造形藝術研究所碩士。

## 簡歷
- 中國時報記者
- 工商時報漫畫主編
- 聖心女中漫畫社教師
- 臺北縣新店市公所漫畫班教師
- 臺北市立美術館漫畫班教師
- 壹加藝美術班專任教師
- 各類繪畫、漫畫評審
- 中華漫畫家協會理事長
- 中華民國漫畫學會副祕書長
- 中華民國跨世紀油畫研究會常務監事
- 台灣動漫創作協會顧問
- 國立台東大學兼任講師
- 枋寮鐵道藝術村（枋寮F3藝文特區）駐村藝術家
- 高鳳數位內容學院動漫設計系主任

## 作品
- 1987年 好小子〈駿馬出版社〉
- 1988年 工商漫畫〈1〉〈工商時報漫畫組出版〉
- 1989年 工商漫畫〈2〉〈工商時報漫畫組出版〉
- 1995年 政經八百 ◎不聾族〈漫畫出版社〉
- 1996年 粉味風塵〈黃金時代出版社〉
- 1997年 情色風暴〈黃金時代出版社〉
- 1998年 一個中國 ◎漫畫選戰秘笈〈群流出版社〉
- 1999年 神奇寶貝蛋看台灣〈中國國民黨中央文化工作會出版〉
- 2000年 快樂漫畫輕鬆畫〈群流出版社〉
- 2001年 霞海城隍〈霞海城隍廟出版〉〈國立編譯館連環漫畫第四名〉
- 2001年 一隻筆畫漫畫〈群流出版社〉
- 2002年 空城計之謎〈國立編譯館連環漫畫第一名〉
- 2003年 台灣史詩漫畫〈國立編譯館連環漫畫第一名〉

## 獎項
- 1978年 南部七縣市寫生連三屆優等
- 1979年 高雄市油畫展第三名
- 1979年 ３４屆省展水彩入選
- 1980年 南部七縣市水彩第一名
- 1983年 全國青年文藝創作漫畫獎
- 1984年 全國漫畫擂台第一名
- 1985年 全國環保漫畫第一名
- 1992年 全國漫畫－銅鷹獎
- 1993年 全國漫畫－銀鷹獎
- 1995年 不聾族－金鼎獎
- 1996年 教育部文藝創作漫畫獎

## 外部連結
- 王平(facebook臉書)